# Ahmet Refik Altınay

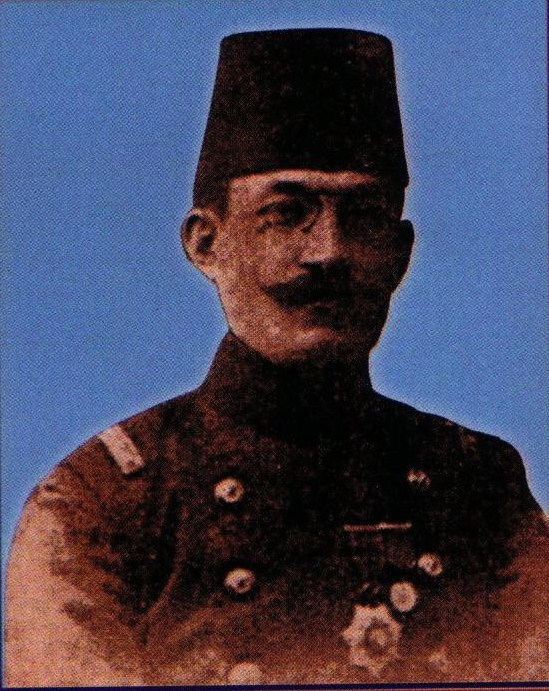
Ahmet Refik Bey

Ahmet Refik Altınay (* 1881 in Beşiktaş, Istanbul; † 10. Oktober 1937 ebenda) war ein türkischer Historiker und Osmanist, Journalist, Schriftsteller, Dichter, Dozent für Geschichte an der Darülfünun und Hauptmann. Er wurde als “der Mann, der dem Volk Geschichte näher brachte” bezeichnet.

## Leben

### Im Osmanischen Reich
Ahmet Refik besuchte die Grundschule und die militärische Mittelschule. Anschließend absolvierte er die Harp Okulu und wurde bereits in jungen Jahren in den Rang eines Leutnants erhoben. Er unterrichtete an militärischen Mittelschulen vier Jahre lang Geographie. Ab 1902 unterrichtete er Französisch und Geschichte an der Militärakademie und arbeitete als Chefredakteur für verschiedene Zeitungen. Im Jahr 1909 arbeitete er in der Presseabteilung des Generalstabs. 1913 wurde er im Rang eines Hauptmanns pensioniert.
In den Jahren des Ersten Weltkrieges begleitete er eine Journalistendelegation aus Westeuropa, die einen Bericht über den Völkermord an den Armeniern im Osmanischen Reich erstellen wollte. Diese Reise durch die Städte Trabzon, Kars, Ardahan, Artvin, Batumi, Erzincan und Erzurum schrieb er in seinem Buch Kafkas Yollarında nieder. Darüber hinaus wurden die Notizen, die er während seiner Reise machte, per Telegramm nach Westeuropa verschickt.

Nach dem Ersten Weltkrieg schrieb Ahmet Refik das Buch „Zwei Komitees, zwei Schlachten“ (İki Komite iki Kitâl), ein Bericht über die Massaker während des Krieges. Refiks Beschreibungen gelten als ausgesprochen neutral und ausgewogen. Er kam zum Schluss, dass den Massakern im Osmanischen Reich gegen die Armenier die Absicht der türkischen Regierung zugrunde lag, „alle Armenier zu vernichten“. Er sagte: 

„Diese aus den Gefängnissen freigelassenen kriminellen Banden wurden, nach einer Woche Ausbildung auf dem Trainingsgelände des Kriegsministeriums, als Plünderer der Besonderen Organisation an die kaukasische Front gesandt und verübten dabei die schlimmsten Verbrechen an den Armeniern.“

 Zudem erklärte er: 

„In einer Situation wie dieser würde eine gerechte Regierung, die sich ihrer Macht bewusst ist, diejenigen bestrafen, welche gegen die Regierung rebellierten. Doch die Ittihadisten wollten die Armenier auslöschen und sich auf diesem Weg der Probleme im Osten entledigen.“

In der Periode des Waffenstillstands trat Ahmet Refik der Freiheits- und Einigkeitspartei bei; er baute Kontakte zum späteren Kalifen Abdülmecit II. auf.

### In der Republik Türkei
Ahmet Refik Bey wurde im Jahre 1925 wegen seiner Bemühungen um die Verbesserung der Beziehungen zwischen der Türkei und Bulgarien von der bulgarischen Regierung mit einer Medaille ausgezeichnet.
Als im Jahre 1931 zwischen der Gemeindeverwaltung von Istanbul und dem Surp-Agop-Friedhof ein Rechtsstreit ausbrach, wurde Ahmet Refik Bey als Gutachter bestellt. Er erhielt von der Gemeinde ein Haus auf der Prinzeninsel Büyükada, weil er mit „historischen Beweisen“ darlegte, dass das Land um Elmadağ-Harbiye nicht den Armeniern, sondern dem Sultan Beyazit Veli Vakfı gehörte.